# Gottfried Joseph Horn
Gottfried Joseph Horn (* Januar 1739; † 25. Dezember 1797 in Nickern) war Erbmüller der Obermühle im heutigen Dresdner Stadtteil Nickern und Pächter der Niedermühle in Nickern sowie Instrumentenbauer.

## Schaffen
Zeitgenossen berichten, er sei Autodidakt gewesen, was bei der Schwierigkeit und Vielfältigkeit des Handwerks aber zu bezweifeln ist. Das legt auch Walter Thoene in der „Neuen Deutschen Biographie“ von 1972 nahe. Er berichtet darüber, dass Gottfried Joseph Horn senior auf Wanderschaft war und erst 1772, also mit 33 Jahren, sein erstes Pianoforte baute. Dieses soll nach Ernst Ludwig Gerber, der damalige Schulmeister von Lockwitz Christian Gottlieb Opitz (1744–1828) erhalten haben. Zur Herstellung soll er die Werkzeuge, Risse und Mensuren von Johann Andreas Silbermanns Gehilfen Schwarze übernommen haben. Dabei handelt es sich um den Neffen des Orgelbauers von Gottfried Silbermann. Von Horn wird vermutet, dass er 464 Clavichorde und acht Pianoforte in 27 Jahren fertigte. Sein wirtschaftlicher Erfolg ließ ihn später auch die Niedermühle in Nickern pachten. Er starb am ersten Weihnachtsfeiertag 1797 in Nickern als gemachter Mann.

## Familie
Horn war der älteste Sohn des Erbmüllers Gottfried Horn (1709–1763) und dessen Frau Martha (1709–1757). Zu der Zeit gab es am Geberbach drei Mühlen. Horns Vater gehörte die Obermühle, die er nach seinem Tod 1763 an seinen ältesten Sohn Gottfried Joseph weitergab. Dieser war aber offenbar mit der Tätigkeit als Müllermeister wenig ausgelastet und widmete sich dem Klavier- und Pianofortebau.
Horn war mit der aus Gamig stammenden Eva Maria Seidel (1744–1799) verheiratet, hinterließ aber nur einen Sohn Christian August (1772–1841) der auch nach dem Tod des Vaters auch das Atelier in der Kleine Brüdergasse in Dresden übernahm, später aber nur noch als Instrumentenstimmer arbeitete.
Sein fast zehn Jahre jüngerer Bruder Johann Gottlob Horn (1748–1797) wurde ebenfalls Instrumentenmacher und hatte eine Werkstatt in Dresden. Die Clavichorde der Horn-Brüder galten als Spitzenerzeugnisse in der Spätzeit dieses Tasteninstrumententyps und zeichneten sich durch ihren „Silberton“ aus. Instrumente der Brüder stehen heute im Musikinstrumentenmuseum in Leipzig, im Museum für Kunst und Gewerbe Hamburg, im Museum für Kunsthandwerk Pillnitz und im Deutschen Museum in München.  Ein Clavichord aus der Werkstatt Horns Erben besitzt auch das Museum of Finest Arts in Boston (USA).